# ZTE Aréna
ZTE Aréna este un stadion în orașul maghiar Zalaegerszeg. Este folosit în principal pentru meciuri de fotbal și este terenul gazdă al echipei Zalaegerszegi TE. Are o capacitate de 9.300 locuri.

## Legături externe

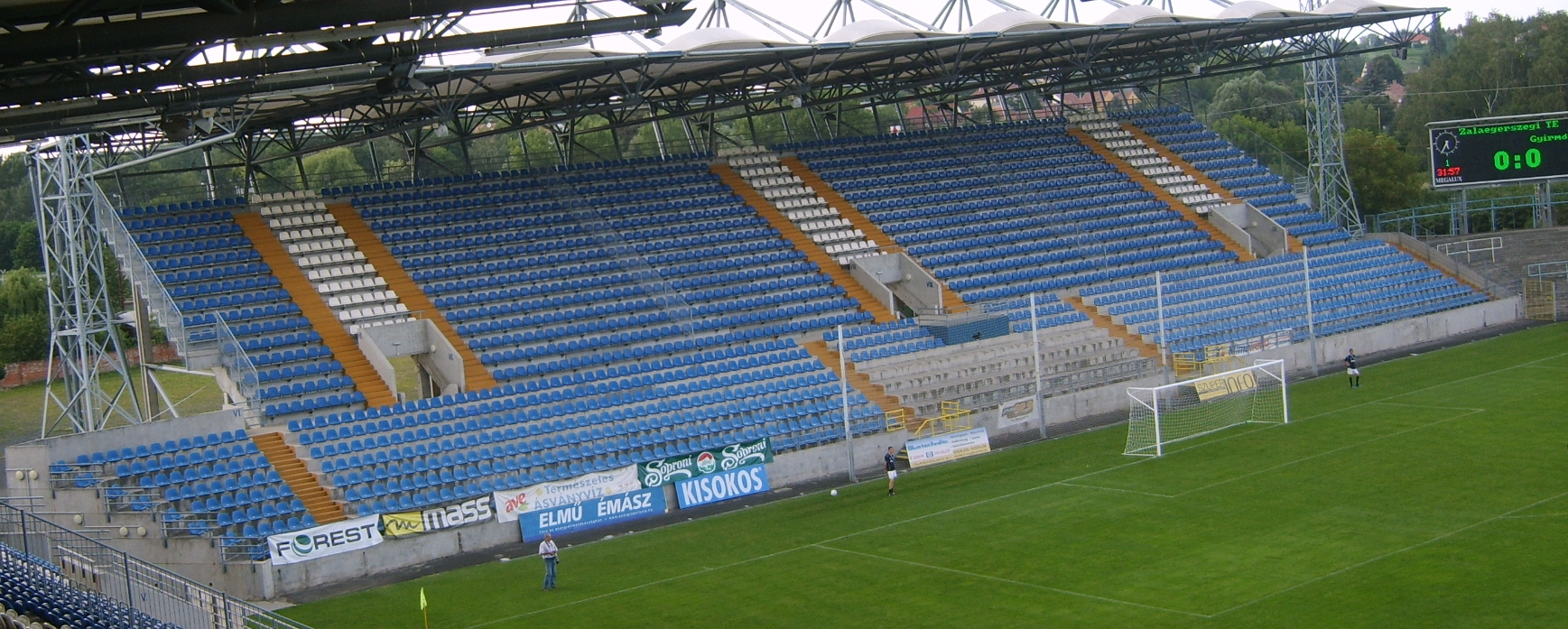
Standurile de vest, centrate pe sectorul ventilatorului
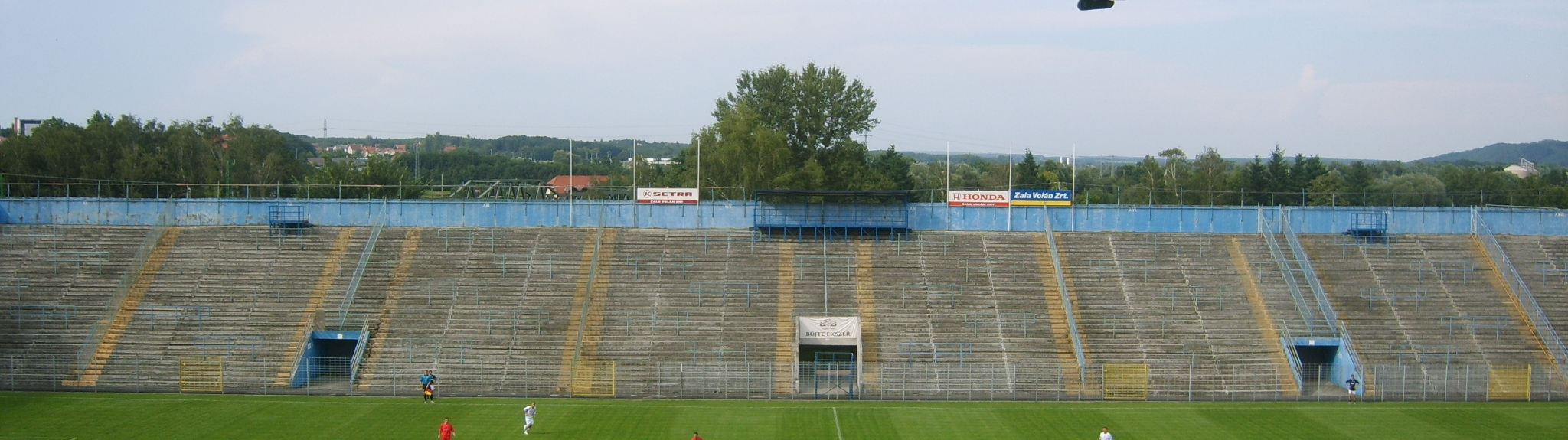
Tribuna de nord închisă
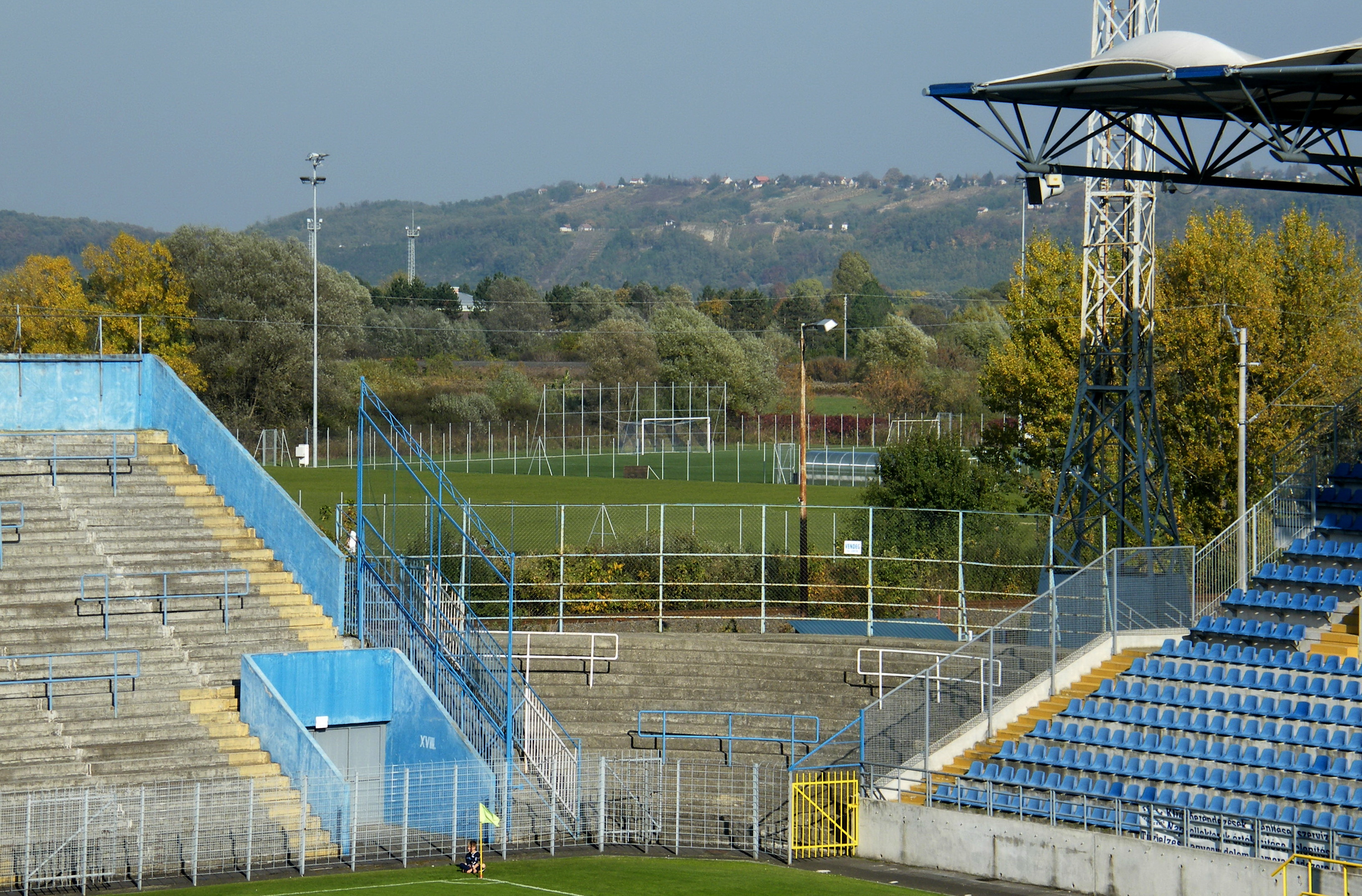
Sectorul oaspeților
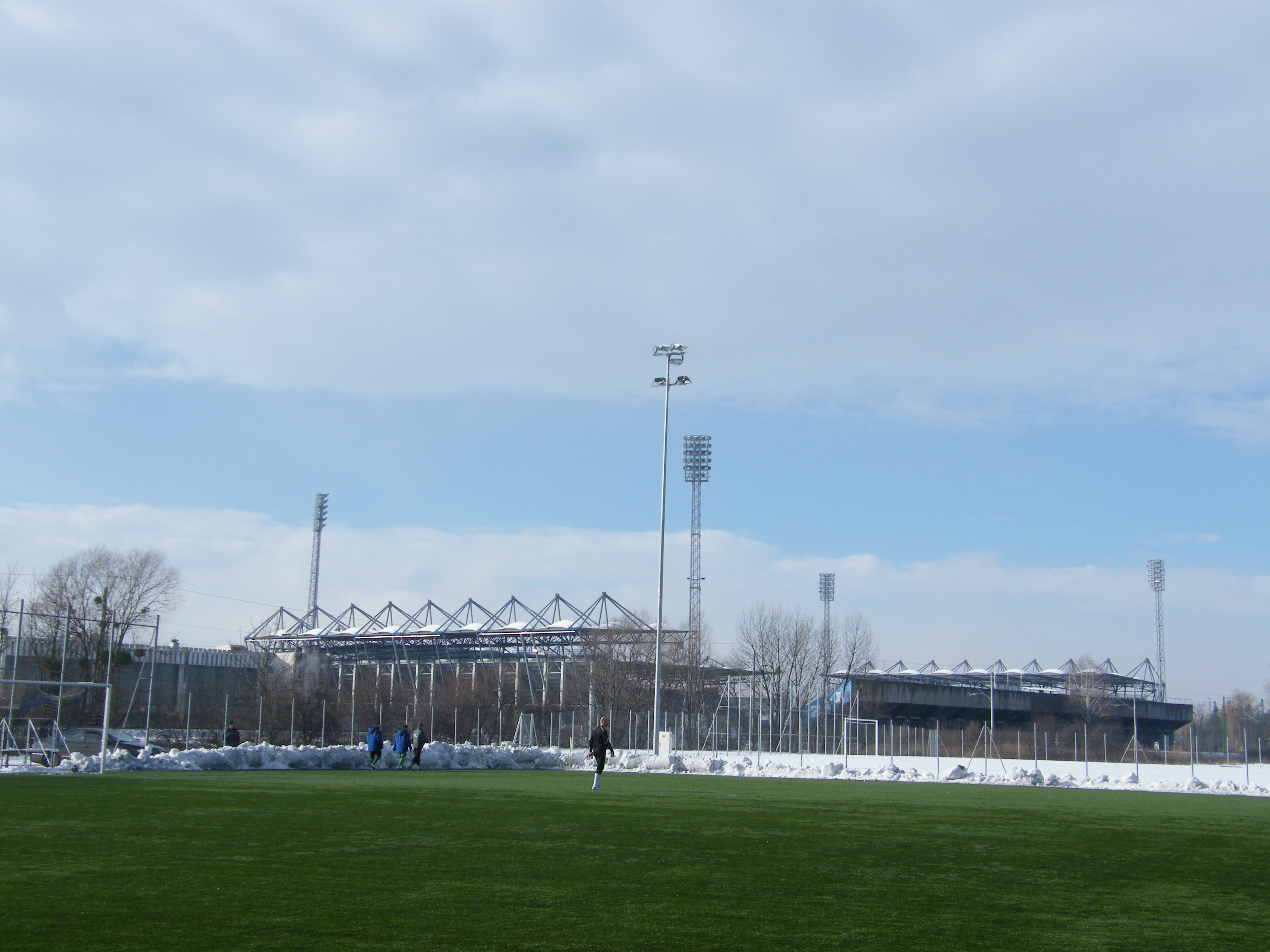
Stadionul este în construcţie